# 小田急箱根入生田検車区

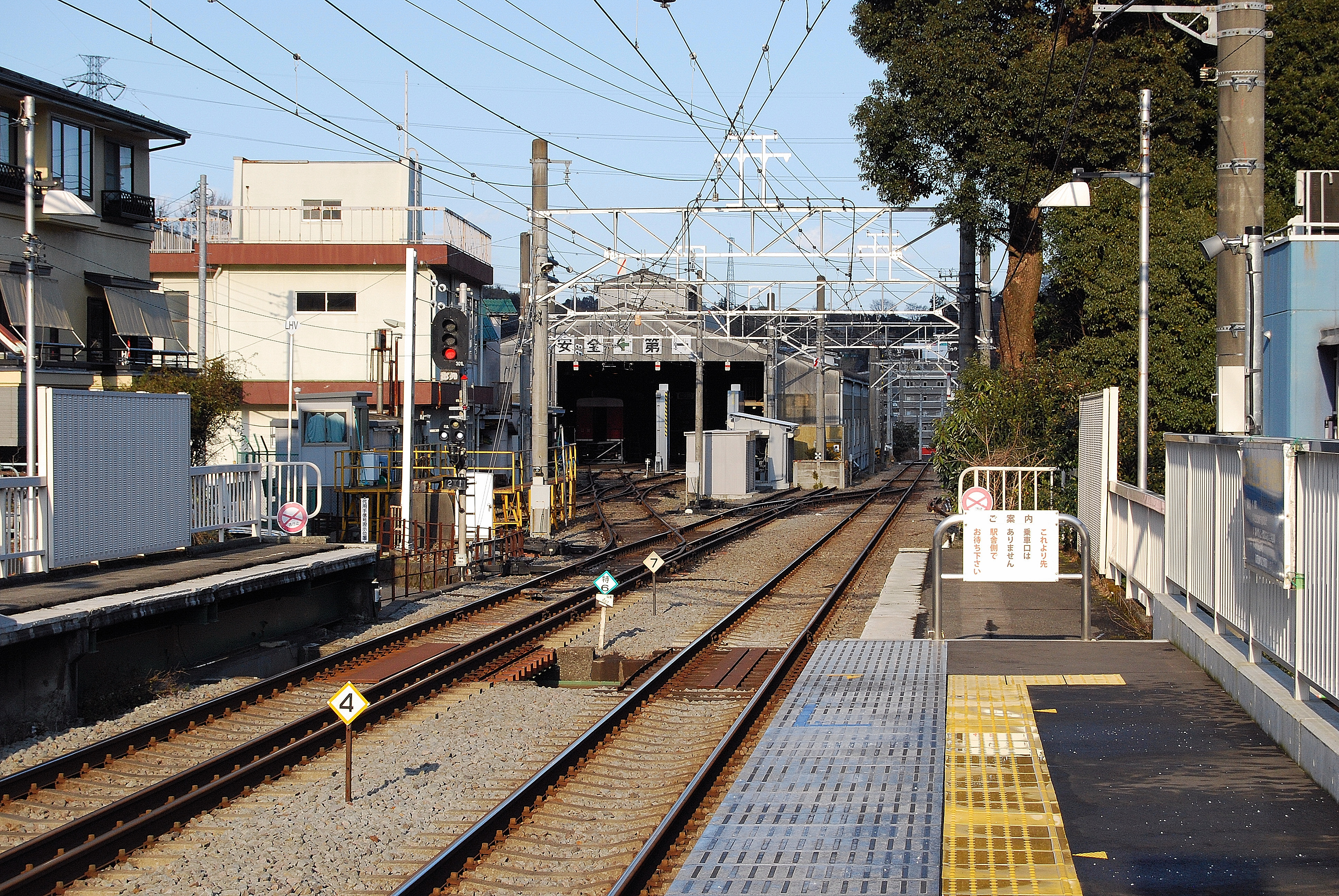
入生田駅ホームから見た検車区（中央奥）

入生田検車区（いりうだけんしゃく）は、神奈川県小田原市入生田にある、小田急箱根の車両基地である。入生田車両基地（いりうだしゃりょうきち）、入生田車庫（いりうだしゃこ）とも呼ばれる。当車両基地は、入生田駅の風祭駅寄り約200メートルに位置している。

## 留置車両
- 鉄道線所属車両
  - モハ1形
  - モハ2形
  - 1000形「ベルニナ号」
  - 2000形「サン・モリッツ号」
  - 3000形・3100形「アレグラ号」
  - モニ1形

小田急電鉄の車両は留置されない。

## 三線軌条
2006年3月の箱根登山鉄道（現：小田急箱根）車両の小田原乗り入れ廃止の際に、小田原 - 入生田1番線間の標準軌用の軌条が撤去されたが、箱根湯本 - 2番線 - 車両基地間の三線軌条は回送用として残されている。